# Wilhelm August Alemann
Wilhelm August Alemann (* 27. September 1728 in Berlin; † 4. März 1784 in Hannover) war Bürgermeister der Altstadt Hannovers.

## Leben
Wilhelm August wurde als Sohn des königlich-preußischen Hofrats Albert Engelhard Alemann und dessen Frau Clara Henrietta Boetticher in Berlin geboren. Der königlich-preußische General Johann Ernst von Alemann war sein Onkel.
Nach dem Jura-Studium in Leipzig und Göttingen wurde Wilhelm August Alemann 1752 Hofgerichtsauditor in Hannover. Er heiratete die Hannoveranerin Charlotte Louise Ebell, Tochter des Leibmedikus Ernst Christoph Ebell und dessen Frau Ilse Margarethe Bötticher.
Ab 1754 war er Bürgermeister der Stadt Münder. Zeitgleich war er 1755 Assessor und seit 1759 Mitglied des Konsistoriums. 1761 endete seine Amtszeit in Münder und er wurde einstimmig zum Bürgermeister von Hannover gewählt.
Alemann engagierte sich stark im sozialen Bereich: Als Vorsitzender des Armenkollegiums reformierte er das städtische Armenwesen und gründete 1782 am Steintor das Armen- und Werkshaus. Außerdem ließ er 1780 eine Entbindungsanstalt errichten, der eine Lehrschule für Hebammen angeschlossen war. Zu seinen weiteren Leistungen zählen der Bau eines Kornmagazins (1771) und die Verbesserung der Straßenbeleuchtung (1779). Im Jahr 1768 wurde Alemann zum Hofrat ernannt, am 24. April 1783 sein Adelsstand bestätigt. Doch beruhte letzteres auf einem falschen Stammbaum, der ihn als Mitglied des adeligen Magdeburger Geschlechts Alemann auswies. In Wirklichkeit stammte Wilhelm August Alemann aus einem alten, nicht adeligen Beamten-Geschlecht der Grafschaft Ravensberg.
Seine Amtszeit endete mit seinem Tod am 4. März 1784. Sein Grab befindet sich auf dem St. Nikolai-Friedhof, wo noch heute die Grabplatte zu finden ist.

## Alemannstraße
Die „wohl um 1895 beim Bau der Vahrenwalder Volksschule“ entstandene Straße im Stadtteil Vahrenwald wurde 1896 nach dem hannoverschen Bürgermeister benannt.